# Измаил (шхуна, 1773)
«Измаил» — парусная шхуна Дунайской, затем Азовской флотилий и Черноморского флота Российской империи, находившаяся в составе флота с 1773 по 1787 год, одна из четырёх шхун типа «Победослав Дунайский» или «Измаил». Во время службы принимала участие в русско-турецкой войне 1768—1774 годов, после войны использовалась в качестве крейсерского, почтового и брандвахтенного судна, на момент начала русско-турецкой войны 1787—1791 годов находилась в Константинополе, где была захвачена турецкими войсками.

## Описание судна
Парусная деревянная шхуна, одна из четырёх шхун типа «Победослав Дунайский» или «Измаил», построенных по чертежам адмирала Ч. Ноульса. Длина шхуны по сведениям из различных источников составляла от 27,4 до 27,5 метра, ширина от 7,5 до 7,7 метра, осадка от 3,4 до 3,5 метра. По сведениям из одних источников первоначальное вооружение судна составляли двенадцать 12-фунтовых пушек, которые после перевооружения в 1784 году были заменены на восемнадцать 6-фунтовых пушек, по другим сведениям вооружение состояло из двух 8-фунтовых, четырёх 4-фунтовых и шести 3-фунтовых пушек. Экипаж шхуны состоял из 174 человека.
Названа в память о взятии 26 июля (6 августа) 1770 года русскими войсками турецкой крепости Измаил.

## История службы
Шхуна «Измаил» была заложена на верфи в устье Дуная 6 (17) июня 1772 года и после спуска на воду 14 (25) марта 1773 года вошла в состав Дунайской флотилии России. По другим данным шхуна вступила в строй в апреле 1773 года. Шхуна строилась по чертежам адмирала Ч. Ноульса, строительством руководил обер-интендант Главной интендантской экспедиции Адмиралтейской коллегии М. И. Рябинин.
Принимала участие в русско-турецкой войне 1768—1774 годов. С мая по июнь 1773 года в составе отряда капитана 2-го ранга П. В. Третьякова выходила для испытания мореходных качеств в Чёрное море до острова Фидониси и в крейсерские плавания с целью преграждения доступа турецких судов в устье Дуная. По итогам кампании 1773 года по заключению командира отряда все четыре шхуны хоть и были удобны для морских плаваний, но требовали устранения течей и перевооружения 12-фунтовыми орудиями.
В ноябре 1774 года в составе Дунайской флотилии, состоявшей из шести судов, под общим командованием капитана бригадирского ранга графа Билана вышла из Измаила для перехода в Керчь, но из-за шторма вынуждена была зайти в Очаков, где была оставлена на зимовку. Весной следующего 1775 года занимала брандвахтенный пост в Днепровском лимане, для воспрепятствования выхода в море запорожских казаков. После чего совершила плавание в Керчь, а осенью того же года ушла в Таганрог, где была зачислена в состав Азовской флотилии. В 1776 году доставляла почту из Таганрога в Константинополь, где оставалась на зимовку. Весной 1777 года перешла в Еникале, откуда в составе эскадры под командованием капитана 2-го ранга Я. Т. Карташева выходила в крейсерские плавания до Балаклавы и Кинбурна, после чего перешла в Керчь, а оттуда в Таганрог.
C 1778 по 1780 год выходила в крейсерство в Чёрном море. В кампанию 1781 года подверглась тимберовке в Таганроге. В 1782 году во главе отряда под общим командованием капитан-лейтенанта И. С. Кусакова принимала участие в крейсерском плавании в Керченском проливе. В 1783 году шхуна была зачислена в состав Черноморского флота и в кампании с 1783 по 1785 год несла брандвахтенную службу у входа на рейд в Феодосии. В июле 1787 года доставила в Константинополь действительного статского советника Я. И. Булгакова и осталась там для устранения полученных во время перехода повреждений. После объявления войны была задержана турецкими войсками, а экипаж и командир посажены в тюрьму. Командир шхуны лейтенант П. И. Борисов скончался в заключении 5 (16) июля 1789 года.

## Командиры шхуны
Командирами парусной шхуны «Измаил» в составе Российского императорского флота в разное время служили:
- капитан-лейтенант И. Л. Ломен (1773—1775 годы)[14];
- лейтенант, а с 21 апреля (2 мая) 1777 года капитан-лейтенант Н. И. Баскаков (1776—1777 годы)[15];
- лейтенант С. Г. Цвиленев (1777—1780 годы)[16];
- капитан-лейтенант И. С. Кусаков (1780—1782 годы)[14];
- лейтенант И. Борисов (1783 год)[13];
- лейтенант П. И. Борисов (1787 год)[17].